# Bésame sin miedo
"Bésame Sin Miedo" é uma canção do grupo pop mexicano RBD, gravada para o seu terceiro álbum de estúdio, Celestial (2006). Foi lançada como terceiro e último single do álbum em 8 de junho de 2007 pela EMI Music. A canção é uma versão de "Kiss Me Like You Mean It", canção lançada em 2005 pela cantora norte-americana Sara Paxton e escrita por Chico Benett e John Ingoldsby e adaptada por Carlos Lara.
Uma versão em português, intitulada "Beija-Me Sem Medo" está presente no álbum Celestial: Versão Brasil (2006).

## Vídeo musical
O vídeo foi gravado na Romênia em 2007 dentro de um ônibus que ia para um suposto castelo do Drácula. Este vídeo seria inicialmente gravado no verdadeiro Castelo do Conde Drácula, no entanto, não tiveram sucesso e no vídeo o castelo que aparece não é o de Drácula, mas sim o de uma Rainha do século XIX.
O sexteto se diverte muito durante o vídeo enquanto estão no ônibus, quando chegam ao castelo começam a jogar um conhecido jogo chamado "La Botella", entre beijos e risos é a vez de Anahí que tem que beijar o dono do castelo O que ela não esperava era que ele fosse o "Drácula" e a mordesse no pescoço.

## Formato e duração
- Download digital e streaming[2][6]

1. "Bésame Sin Miedo" – 3:31

- Download digital e streaming – versão em português[4]

1. "Beija-Me Sem Medo" – 3:21

## Cultura popular
A canção foi interpretada pelos atores e cantores Andrea Chaparro, Alejandro Puente, Sergio Mayer Mori, Azul Guaita, Franco Masini e Alaide Solorzano no quinto episódio da segunda temporada da série mexicana Rebelde (2022) da Netflix.

## Créditos e pessoal
Todo o processo de elaboração da canção atribui os seguintes créditos pessoais:
- Alfonso Herrera – vocal
- Anahí – vocal
- Christian Chávez – vocal
- Christopher von Uckermann – vocal
- Dulce María – vocal
- Maite Perroni – vocal
- Chico Benett – compositor
- John Ingoldsby – compositor
- Carlos Lara – produtor